# Tour de Suisse 1953
Die 17. Tour de Suisse fand vom 17. bis 24. Juni 1953 statt. Sie führte über acht Etappen und eine Gesamtdistanz von 1762 Kilometern.
Gesamtsieger wurde der Schweizer Hugo Koblet, der die Tour de Suisse damit nach 1950 zum zweiten Mal gewann. Die Rundfahrt startete in Zürich mit 76 Fahrern, von denen 54 Fahrer ins Ziel kamen.

## Etappen
| Etappe    | Tag      | Start – Ziel            | km       | Etappensieger        | Gesamtwertung |
| --------- | -------- | ----------------------- | -------- | -------------------- | ------------- |
| 1. Etappe | 17. Juni | Zürich – Brugg          | 238      | Fritz Schär          | Fritz Schär   |
| 2. Etappe | 18. Juni | Brugg – Rheinfelden     | 241      | Omer Van Der Voorden | Fritz Schär   |
| 3. Etappe | 19. Juni | Rheinfelden – Solothurn | 78 (EZF) | Hugo Koblet          | Hugo Koblet   |
| 4. Etappe | 20. Juni | Solothurn – Lausanne    | 253      | Alfredo Pasotti      | Hugo Koblet   |
| 5. Etappe | 21. Juni | Lausanne – Luzern       | 295      | Martin Metzger       | Hugo Koblet   |
| 6. Etappe | 22. Juni | Luzern – Bellinzona     | 189      | Hugo Koblet          | Hugo Koblet   |
| 7. Etappe | 23. Juni | Bellinzona – St. Moritz | 215      | Martin Metzger       | Hugo Koblet   |
| 8. Etappe | 24. Juni | St. Moritz – Zürich     | 253      | Hugo Koblet          | Hugo Koblet   |

## Bergwertung
Die Bergwertung gewann mit 52 Punkten Fritz Schär (Schweiz) 52 Punkte vor K. Graf (Schweiz) mit 28 P und Hans Koblet mit 26 Punkten. Die Plätze 4–8 erreichten Marcel Huber (Schweiz) mit 21 Punkten, Giuseppe Buratti (Italien) mit 20 Punkten, Nino Defilippis (Italien) mit 18 Punkten, Eugen Kamber (Schweiz) mit 17 Punkten und Pasquale Fornara (Italien) mit 16 Punkten. Martin Metzger (Schweiz) und Carlo Clerici (Italien) erreichten mit je 15 Punkten den geteilten 9. Platz der Bergwertung.

## Belege
1. ↑  Koblet Sieger der Tour de Suisse 1953. In: Der Bund. 290. Auflage. Band 104, 25. Juni 1953, S. 5.